# Zasada Gausego
Zasada Gausego – zasada konkurencyjnego wypierania, hipoteza Gausego, mówiąca o tym, że jeśli dwa gatunki (populacje) mają identyczne nisze ekologiczne, nie mogą współistnieć i w konsekwencji jeden wypiera drugi.
Konkurencyjne oddziaływanie może być związane z przestrzenią życiową, dostępem do pokarmu, światła, podatnością na działanie drapieżców, chorób itp.
Nazwa pochodzi od nazwiska Gieorgija F. Gausego.

## Paradoks planktonu
Za wyjątek od zasady wypierania był uznawany fakt zróżnicowania organizmów zaliczanych do planktonu pomimo zajmowania tej samej niszy ekologicznej. W roku 1961 G. Evelyn Hutchinson nazwał to zjawisko „paradoksem planktonu”, jednak wkrótce zaobserwowano, że jest ono stosunkowo powszechne (nie tylko w środowisku wodnym). Niezgodność obserwacji z oczekiwaniem była związana z nieprecyzyjną wówczas interpretacją pojęcia niszy ekologicznej – nie uwzględnianiem jej n-wymiarowości i problemów dynamiki procesów ekologicznych i ewolucyjnych. Liczne gatunki o podobnych wymaganiach mogą trwale współistnieć np. w warunkach niestabilności środowiska, gdy szybkość zmian warunków (np. sezonowych zmian warunków w wodach jeziornych) jest większa od szybkości wypierania populacji okresowo mniej skutecznie konkurujących o zasoby.